# Tennessee Titans
Tennessee Titans su profesionalni klub američkog nogometa iz Nashvillea u Tennesseeju. Natječu se u južnoj diviziji AFC konferencije NFL lige. Osnovani su 1960., a do 1996. su imali sjedište u Houstonu. Najveći uspjeh kluba su dva osvojena AFL prvenstva početkom 1960-ih.
Titansi svoje domaće utakmice igraju na stadionu LP Field u Nashvilleu.

## Povijest kluba

### Počeci Houston Oilersa u AFL-u
Klub je osnovan 1960. godine u Houstonu u Texasu pod imenom Houston Oilers. Oilersi su bili jedan od 8 klubova osnivača AFL lige. Predvođeni running backom Billyem Cannonom, već prve sezone svog postojanja osvajaju svoju istočnu diviziju te u finalu AFL lige igraju protiv San Diego Chargersa. U utakmici igranoj na domaćem terenu u Houstonu, Oilersi pobjeđuju Chargerse 24:16 i tako osvajaju prvi naslov prvaka AFL lige. Sezonu kasnije, Oilersi su opet na vrhu divizije i u finalnoj utakmici AFL lige se ponovno susreću s Chargersima koje i ovaj put pobjeđuju (10:3). Oilersi i 1962. stižu do prvenstvene utakmice, ali ovaj put su im protivnici Dallas Texansi. Texansi pobjeđuju tek nakon dva produžetka (20:17) u dotad najdužoj profesionalnoj utakmici američkog nogometa. Do kraja 60-ih Oilersi su još jednom u finalu, i to 1967. Tada su im protivnici bili Oakland Raidersi koji ih glatko pobjeđuju s 40:7. Godinu kasnije Oilersi sele na novi stadion Astrodome te tako postaju prvi profesionalni klub američkog nogometa koji igra na natkrivenom (zatvorenom) stadionu.

### Oilersi u NFL-u
Oilersi, zajedno s 9 preostalih klubova iz AFL-a 1970. ulaze u NFL ligu. Smješeni su u centralnu diviziju AFC konferencije, a prve 4 sezone imaju vrlo loš omjer od samo 9 pobjeda u 52 utakmice. Stvari se mijenjaju 1975. kada trener Oilersa postaje Bum Phillips. Prevođeni Phillipsom i igračima defensive endom Elvinom Betheom, defensive tackleom Curleyem Culpom i wide receiverom Billyem Johnsonom, Oilersi su već prve sezone pod novim trenerom na 10 pobjeda u sezoni, ali im doigravanje izmiče. Do tog cilja konačno dolaze 1978. Pojačani running backom Earlom Campbellom i linebackerom Robertom Brazileom, ulaze u doigravanje po prvi puta u NFL-u. Tu pobjeđuju Miami Dolphinse i New England Patriotse i tako dolaze do konferencijskog finala, gdje ih pobjeđuju kasniji prvaci Pittsburgh Steelersi. Sličan uspjeh imaju i iduće sezone, do konferencijskog finala stižu pobjedama nad Denver Broncosima (13:7) i San Diego Chargersima (17:14), ali ih tamo opet pobjeđuju Steelersi (27:13), koji ponovno pobjeđuju u Super Bowlu te sezone. Unatoč odličnoj sezoni Campbella (1934 jarda probijanja u sezoni), 1980. Oilersi dolaze samo do wild-card runde doigravanja. 
Do druge polovice 80-ih Oilersi imaju redom loše sezone, ali jedan od ključnih trenutaka događa se 1984. kada iz kanadske CFL lige u momčad dolazi quarterback Warren Moon. Zajedno s centrom Bruceom Matthewsom (čak 14 puta izabranim u Pro Bowl) i offensive guardom Mikeom Munchakom, Moon vodi Oilerse do 7 uzastopnih pojavljivanja u doigravanju. U tih sedam sezona 4 puta dolaze do divizijske runde (1987., 1988., 1991. i 1993.). Moonove najbolje sezone su vjerojatno 1990. i 1991. kada ima preko 4600 jarda dodavanja. Također, 1991. po prvi put otkad igraju u NFL-u osvajaju diviziju, a to ponavljaju i 1993. kada imaju dotad rekordnih 12 pobjeda u regularnom dijelu sezone.
Međutim, nakon te sezone vlasnik Oilersa Bud Adams, nezadovoljan što momčad nije došla do Super Bowla, otpušta iz momčadi nekoliko važnih igrača, među kojima i Moona. Oilersi 1994. završavaju sa samo dvije pobjede u 16 utakmica. Potkraj sezone momčad preuzima trener Jeff Fisher, a Oilersi na idućem draftu 1995. biraju quarterbacka Stevea McNaira.

### U Tennesseeju
Zajedno s lošim rezultatima, Oilersima pada i posjećenost utakmica, a pošto se ne uspijeva dogovoriti s čelnicima grada Houstona o gradnji novog stadiona, vlasnik Adams donosi 1995. odluku o preseljenju momčadi 1997. u Tennessee. Prvu sezonu u Tennesseju Oilersi igraju domaće utakmice u Memphisu. Predvođeni McNairom i running backom Eddijem Georgeom, prve dvije sezone bilježe 8 pobjeda i 8 poraza u sezoni. 1999. klub mijenja ime u Tennessee Titans i počinje igrati na novom stadionu u Nashvilleu, tada zvanom Adelphia Coliseum. Prva sezona Titansa im donosi i do danas najveći uspjeh. S 13 pobjeda u sezoni osvajaju drugo mjesto u diviziji i ulaze u doigravanje. U wild-card rundi ih čekaju Buffalo Billsi koje Titansi pobjeđuju s 22:16. U divizijskoj rundi pobjeđuju Indianapolis Coltse koje predvodi quarterback Peyton Manning i dolaze u konferencijsko finale AFC-a gdje su im protivnici divizijski rivali Jacksonville Jaguarsi koje Titansi pobjeđuju 33:14 i tako ulaze u svoj prvi Super Bowl u povijesti. U Super Bowlu igraju protiv St. Louis Ramsa, momčadi tada zvane "Greatest Show on Turf" zbog svoje eksplozivne napadačke igre. Ramsi pobjeđuju 23:16 i osvajaju naslov.
Titansi sljedeće sezone osvajaju diviziju, opet s 13 pobjeda, ali gube odmah u wild-card rundi doigravanja od kasnijih prvaka Baltimore Ravensa. Titansi su u konferencijskom finalu 2002. (pobjeđuju ih Oakland Raidersi), a 2003. Steve McNair je proglašen za MVP-a lige i dovodi Titanse do divizijske runde gdje ih pobjeđuju New England Patriotsi Toma Bradya 17:14. Do kraja ere Jeffa Fishera kao trenera (2010.), Titansi su prvaci divizije još 2008. s 13 pobjeda, ali bez uspjeha u doigravanju.
Uprava kluba 2011. nakon odlaska Fishera dovodi Mikea Munchaka za trenera, ali on momčad predvođenu running backom Chrisom Johnsonom ne uspijeva dovesti u doigravanje te nakon tri sezone u klubu dobiva otkaz. Početkom 2014. za trenera je postavljen Ken Whisenhunt, dotadašnji koordinator napada San Diego Chargersa.

## Učinak po sezonama od 2008.
| Sezona | Liga | Konferencija | Divizija | Regularni dio sezone | Regularni dio sezone | Regularni dio sezone | Regularni dio sezone | Uspjeh u doigravanju              |
| Sezona | Liga | Konferencija | Divizija | Poz.                 | Pob.                 | Por.                 | Ner.                 | Uspjeh u doigravanju              |
| ------ | ---- | ------------ | -------- | -------------------- | -------------------- | -------------------- | -------------------- | --------------------------------- |
| 2008.  | NFL  | AFC          | Jug      | 1.                   | 13                   | 3                    | 0                    | Poraženi u divizijskoj rundi      |
| 2009.  | NFL  | AFC          | Jug      | 3.                   | 8                    | 8                    | 0                    |                                   |
| 2010.  | NFL  | AFC          | Jug      | 4.                   | 6                    | 10                   | 0                    |                                   |
| 2011.  | NFL  | AFC          | Jug      | 2.                   | 9                    | 7                    | 0                    |                                   |
| 2012.  | NFL  | AFC          | Jug      | 3.                   | 6                    | 10                   | 0                    |                                   |
| 2013.  | NFL  | AFC          | Jug      | 2.                   | 7                    | 9                    | 0                    |                                   |
| 2014.  | NFL  | AFC          | Jug      | 4.                   | 2                    | 14                   | 0                    |                                   |
| 2015.  | NFL  | AFC          | Jug      | 4.                   | 3                    | 13                   | 0                    |                                   |
| 2016.  | NFL  | AFC          | Jug      | 2.                   | 9                    | 7                    | 0                    |                                   |
| 2017.  | NFL  | AFC          | Jug      | 2.                   | 9                    | 7                    | 0                    | Poraženi u divizijskoj rundi      |
| 2018.  | NFL  | AFC          | Jug      | 3.                   | 9                    | 7                    | 0                    |                                   |
| 2019.  | NFL  | AFC          | Jug      | 2.                   | 9                    | 7                    | 0                    | Poraženi u konferencijskom finalu |
| 2020.  | NFL  | AFC          | Jug      | 1.                   | 11                   | 5                    | 0                    | Poraženi u wild-card rundi        |